# Le Roman de Midinette
Le Roman de Midinette est un film muet français réalisé par Louis Feuillade et sorti en 1915.

## Fiche technique
- Titre : Le Roman de Midinette
- Réalisation et scénario : Louis Feuillade
- Société de production : Société des Établissements L. Gaumont
- Pays d'origine :  France
- Format : Noir et blanc — 35 mm — 1,33:1 — Muet
- Dates de sortie :
  - France : mai 1915

## Distribution
- Lise Laurent : Mme de Ferny
- Louise Lagrange : la domestique des Ferny
- Édouard Mathé : le domestique des Ferny
- Géo Flandre
- Musidora : Jeanne Bernard, l'orpheline
- Maurice Poitel